# Benedictus VI
Benedictus VI, född i Rom, död i augusti 974 i Castel Sant'Angelo, var påve från den 19 januari 973 tills han avsattes i juli 974.

## Biografi
Benedictus var född i Rom som son till en man vid namn Hildebrand. Innan han blev påve, var han kardinaldiakon med San Teodoro al Palatino som diaconia. Påve Johannes XIII avled den 6 september 972, och Benedictus valdes tämligen snart till hans efterträdare. Den nödvändiga bekräftelsen från kejsaren, Otto I, fördröjde emellertid konsekreringen, vilken ägde rum först den 19 januari 973.
Om Benedictus gärningar som påve är ingenting känt, annat än att han gav privilegier till en del kloster och kyrkor. Hans pontifikat är framför allt förknippat med hans avsättning. När den romerska adeln fick höra att kejsar Otto I dött, tillfångatogs han av en av deras grupper, som leddes av Crescentius, Theodoras son, och diakonen Bonifatius. Han kastades i Castel Sant'Angelo, där han efter två månaders fångenskap avled, strypt på order av denna grupp, så att han inte skulle kunna frisläppas av Sicco av Spoleto, den envoyé som kejsar Otto II sänt till hans undsättning.